# XVII Premis Turia
Els XVII Premis Turia foren concedits el 5 de juliol de 2008 per la revista valenciana Cartelera Turia amb la intenció de guardonar les persones i col·lectius que haguessen destacat l'any anterior en qualsevol de les categories i seccions que cobria la revista: cinema (pel·lícula espanyola i estrangera, actor i actriu), teatre, arts plàstiques, literatura, gastronomia, mitjans de comunicació, esports, música, literatura i actriu porno. La llista de guanyadors era escollida per l'equip de redactors i col·laboradors de la revista.
L'entrega es va dur a terme a l'Auditori del Centre Cultural de Burjassot, fou presentada novament per Tonino i Juanjo de la Iglesia amb l'actuació del còmic valencià Xavi Castillo.
El premi consisteix en una estàtua que imitava la que sortia a la mítica pel·lícula El falcó maltès (1950) de John Huston.

## Guardons
Els guanyadors de l'edició foren:
| Categoria                             | Premiat                                             | Labor premiada               |
| ------------------------------------- | --------------------------------------------------- | ---------------------------- |
| Millor Pel·lícula Espanyola           | Mataharis                                           | Icíar Bollaín                |
| Millor Pel·lícula Estrangera          | La stella che non c’è                               | Gianni Amelio                |
| Millor Opera Prima                    | El millor de mi                                     | Roser Aguilar                |
| Millor Opera Prima                    | Ladrones                                            | Jaime Marqués Olarreaga      |
| Premi Especial Turia                  | REC                                                 | Paco Plaza i Jaume Balagueró |
| Premi Especial Turia                  | X Premis Tirant                                     | Club Diario Levante          |
| Premi Especial Cinema                 | Gonzalo Suárez                                      | -                            |
| Premi millor curtmetratge valencià    | Salvador (Historia de un milagro cotidiano)         | Abdelatif Hwidar             |
| Premi millor documental               | Memorias de una guerrillera                         | Pau Vergara                  |
| Millor Actor                          | Juan José Ballesta                                  | Ladrones                     |
| Millor Actriu                         | María Valverde                                      | Ladrones                     |
| Millor Actriu Revelació               | Marian Álvarez                                      | El millor de mi              |
| Millor Actriu Revelació               | Nadia de Santiago                                   | Las 13 rosas                 |
| Millor contribució teatral            | Companyia del Teatre Micalet                        | Lamar                        |
| Millor contribució gastronòmica       | Restaurant Arrop (Gandia) Ricard Camarena           | -                            |
| Millor contribució cultura del vi     | Bodegas Gandía                                      | -                            |
| Millor contribució cívica             | María del Carmen Cuesta Rodríguez                   | La rosa número 14            |
| Millor contribució cívica             | Associació de Víctimes de l'Accicent de Metro 3J    | -                            |
| Millor contribució literària          | Rafael Chirbes                                      | Crematorio                   |
| Millor contribució cultural           | Octubre Centre de Cultura Contemporània             | -                            |
| Millor contribució musical            | Paco Muñoz                                          | -                            |
| Millor contribució arts plàstiques    | Rafael Ramírez Blanco                               | -                            |
| Millor contribució esportiva          | Jugadors Llevant Unió Esportiva temporada 2007-2008 | -                            |
| Millor contribució cultural del còmic | Carlos Giménez                                      |                              |
| Millor programa de televisió          | El intermedio                                       | La Sexta                     |
| Millor Actriu Porno Europea           | Salma de Nora                                       |                              |
| Premi Huevo de Colón                  | Jordi Évole                                         |                              |

## Premi per votació dels lectors
| Categoria                    | Pel·lícula                  | Director      |
| ---------------------------- | --------------------------- | ------------- |
| Millor pel·lícula espanyola  | La soledat                  | Jaime Rosales |
| Millor pel·lícula estrangera | Dialogue avec mon jardinier | Jean Becker   |